# نادية حبش
نادية حبش مُهندسة فلسطينية ونقيب نقابة المهندسين–مركز القدس، وتعتبر أول سيدة في منصب نقيب المهندسين الفلسطينيين.

## حياتها
ولدت نادية حبش في القدس عام 1959. أنهت تعليمها الجامعي في الجامعة الأردنية بتخصص الهندسة المعمارية عام 1982، وأكملت تعليمها العالي حيث حصلت علي الماجستير في جامعة متشيغان في الولايات المتحدة، لتعمل بعدها أستاذة للهندسة المعمارية في جامعة بيرزيت في أغسطس 2005، إضافة لاعتبارها واحدة من مؤسسي دائرة الهندسة المعمارية في كلية الهندسة والتكنولوجيا بجامعة بيرزيت وأستاذةً معتمدةً فيها.
انتسبت نادية حبش لنقابة المهندسين عام 1982، وكانت أول امرأة في فلسطين والأردن تفوز برئاسة لجنة فرع لنقابة المهندسين. صممت حبش مبنى سمير عويضة، كلية الفنون والموسيقى والتصميم، والذي افتتح مؤخراً، وهو المبنى الأول الذي ينفذ للجامعة من تصميمها.

## مناصب العمل
- محاضر غير متفرغ في قسم الهندسة المعمارية في جامعة بيرزيت.
- رئيس مجلس الادارة النقابة العامة للمهندسين الفلسطينيين.

- مدير ورئيس قسم الهندسة المعمارية بمركز بيسان للبحث والتطوير.

- رئيس المصممين المعمارين بشركة الحبش للاستشارات الهندسية.[6]

## منع من السفر
منعت من السفر بسبب نشاطها المجتمعي قرابة 29 عاماً  مما حال دون استكمال دراستها للحصول على الدكتوراه في جامعة ميشيغان في الولايات المتّحدة الأميركيّة رغم حصولها على منح دراسية من ثلاثة جامعات أميركية. ولم تتمكن من المشاركة في مؤتمرات علمية عديدة. وتوقفت جهود بدأتها مع المعماري المصري سيف الدين أبو النجا لتأسيس اتحاد المعماريين العرب.

قالت حبش:
«حرمني الاحتلال من السفر، ولم أتمكن من حضور الكثير من الأنشطة والمسابقات الدولية، التي تساعد في اكتساب معارف جديدة».

## جوائز
- 2017 جائزة حسيب الصباغ وسعيد خوري للهندسة عن فئة مشاريع مميزة في الهندسة المعمارية والترميم، عن مشروع ترميم قصور عرابة الذي نجح بالتعامل مع الإرث العمراني وإعادة توظيفه اجتماعيّاً.
- 2018 جائزة تميّز للنساء في العمارة والتشييد في الشرق الأدنى وشمال إفريقيا، عن فئة النساء ذات الإنجاز المتميّز حيث تمّت الإشادة بأعمالها.[7]
- 2019 اختارتها مجلة مهندس الشرق الأوسط (Middle East Architect)، المتخصصة في الهندسة، ضمن قائمة أكثر 50 مهندسًا معماريًا مؤثرًا من الشرق الأوسط.